# 富士住建
株式会社富士住建（ふじじゅうけん）は、日本の建設会社。設備を充実させた「完全フル装備の家」が特色。1987年設立。首都圏に25店舗のショールームを展開し、年間710棟の注文住宅を建設。

## 沿革
- 1987年10月 株式会社富士住建設立
- 1998年 『自由設計 完全フル装備の家』販売開始
- 2006年4月 本社を埼玉県上尾市に移転
- 2007年12月 ジャパンパラリンピック大会スポンサー契約
- 2009年4月 和歌山県「富士住建の森」にて植林を実施
- 2014年2月 大宮アルディージャ　オフィシャルパートナー加盟
- 2014年2月 葭葉ルミプロゴルファー 所属契約
- 2014年7月 『企業内保育所 フルまる～む』で第8回キッズデザイン賞を受賞
- 2016年7月 『スマートランドリー』で第10回キッズデザイン賞を受賞
- 2016年10月 ロゴマークを変更
- 2018年1月 富士住建を子会社として、ホールディングス経営を行うためFJホールディングス株式会社を設立
- 2018年12月 富士住建の不動産部門を独立し、SAZAIE株式会社を設立
- 2019年11月 富士住建の外構部門を独立し、株式会社カルミアを設立
- 2020年17月 完全フル装備の家『10000棟』達成
- 2020年8月 プロテニスプレイヤー齋藤惠佑選手とスポンサー契約
- 2021年7月 大宮アルディージャVENTUSとトップパートナー契約
- 2021年6月 富士住建のリフォーム部門を独立し、株式会社フルまるリフォームを設立
- 2024年1月 プロeスポーツLIMIT DESTROYとスポンサー契約
- 2024年4月 上尾市のネーミングライツパートナーとして契約　「上尾市文化センター」を愛称「あげお富士住建ホール」へ

## 主な商品
一般的に住宅業界ではオプション扱いとなる設備を標準仕様として
設備・住宅性能を充実させた「完全フル装備の家」を販売。

標準仕様の内容として
- パナソニック製太陽光発電システム
- 対面型システムキッチン
- 食器洗い乾燥機
- 浄水器一体型ハンドシャワー水栓
- 1.5坪システムバス
- 22型浴室テレビ
- 浴室暖房換気乾燥機
- 節水トイレ（1Fと2Fに各一ヶ所）
- 洗面化粧台（1Fと2Fに各一ヶ所）
- 電気錠式玄関ドア
- ワイヤレスモニターフォン
- 防犯Low-Eペアガラス（1階全窓と２階の一部）
- 高断熱樹脂サッシ
- 電動シャッター（3箇所）
- LED照明（全室）
- カーテン（全室）
- エアコン
- 屋内物干しユニット
- 制震ダンパー
- 瓦屋根
- 無垢フローリング
- EVコンセント

などが坪単価に含まれている。（2025年3月現在）
構造は檜4寸工法（木造軸組工法）、J－WOOD工法（木造軸組工法））、檜集成構造（木造軸組工法）、Fパネル工法（2×4工法）から選択できる。

## 広告宣伝活動
テレビ
- テレビ朝日「林修の今でしょ!講座」（火）[1]
- TOKYO MX「探偵!ナイトスクープ」（日）
- TOKYO MX「水曜どうでしょう」（日）
- とちぎTV「とちぎ発!旅好き!」（土）

ラジオ
- FM NACK5「お出かけ情報」（月〜木）

「GOGOMONZ」（月〜木15:31頃）
「FUNKY FRIDAY」（金9:58、13:35、15:35頃）
- FMヨコハマ「ニュース&ウェザー」（月〜金）
- bayfm78「時報提供」（月〜金）
- J-WAVE「交通情報」（月〜金）
- TOKYO FM「交通情報」（月〜金）
- RADIO BERRY「交通情報」（火・木）
- FM GUNMA「交通情報・天気予報」（火・木）

マスコット
- 「フルまる」という鳥のようなマスコットキャラクターがいる。おやつ管理責任者。

## 社会貢献活動
- 毎週月曜日の朝の30分間、各ショールームで全社員による地域清掃活動を実施
  - 2008年10月 つくば市環境美化功労団体 褒賞
  - 2012年 2月 水戸市清掃功労団体 褒賞
  - 2012年 2月 埼玉県清掃活動 表彰
- 2007年12月より JPCオフィシャルサポーターとしてジャパンパラリンピックを応援
- 2009年4月より 和歌山県「企業の森」植樹活動に協賛
- 2009年10月より 富士住建「端数クラブ」募金活動を開始
  - 全社員の毎月の給与および賞与から、100円未満の『端数』を積立てそれと同額を会社から加算し社会福祉、被災地支援などに寄付。

### 協賛活動
- RB大宮アルディージャWOMEN - オフィシャルパートナー[2]。
- 埼玉いのちの電話　- 広告掲載にて協賛[2]。
- 交通遺児育英会あしながおじさん奨学金制度 - 従業員からの募金を交通遺児の奨学金として寄付[2]。
- ブラインドサッカー日本代表　- 社内募金を集い協賛金を寄付[2]。
- 埼玉ワイルドナイツ ースポンサー契約